# Nybro församling
Nybro församling var tidigare en självständig församling som tillhörde Södra Möre kontrakt i Växjö stift inom Svenska kyrkan. Församlingen uppgick 2006 i Nybro-S:t Sigfrids församling. 
Församlingskyrka var Nybro kyrka.

## Administrativ historik
Församlingen utbröts 1939 ur Madesjö församling och bildade då ett eget pastorat. 1977 bildade församlingen pastorat med Sankt Sigfrids församling.Församlingen slogs samman den 1 januari 2006 med Sankt Sigfrids församling och därmed bildades Nybro-S:t Sigfrids församling.

## Series pastorum
| Ämbetstid              | Namn                 | Levnadstid             |
| 1939–(åtminstone 1948) | Josef Louis Wahlgren | 1896–(åtminstone 1948) |

## Organister
| Verksam   | Namn                           | Levnadstid | Övrigt    |
| --------- | ------------------------------ | ---------- | --------- |
| 1959–1964 | Göte Daniel Verner Fredrickson | 1919–      | Organist. |